# 홍콩 2호 간선

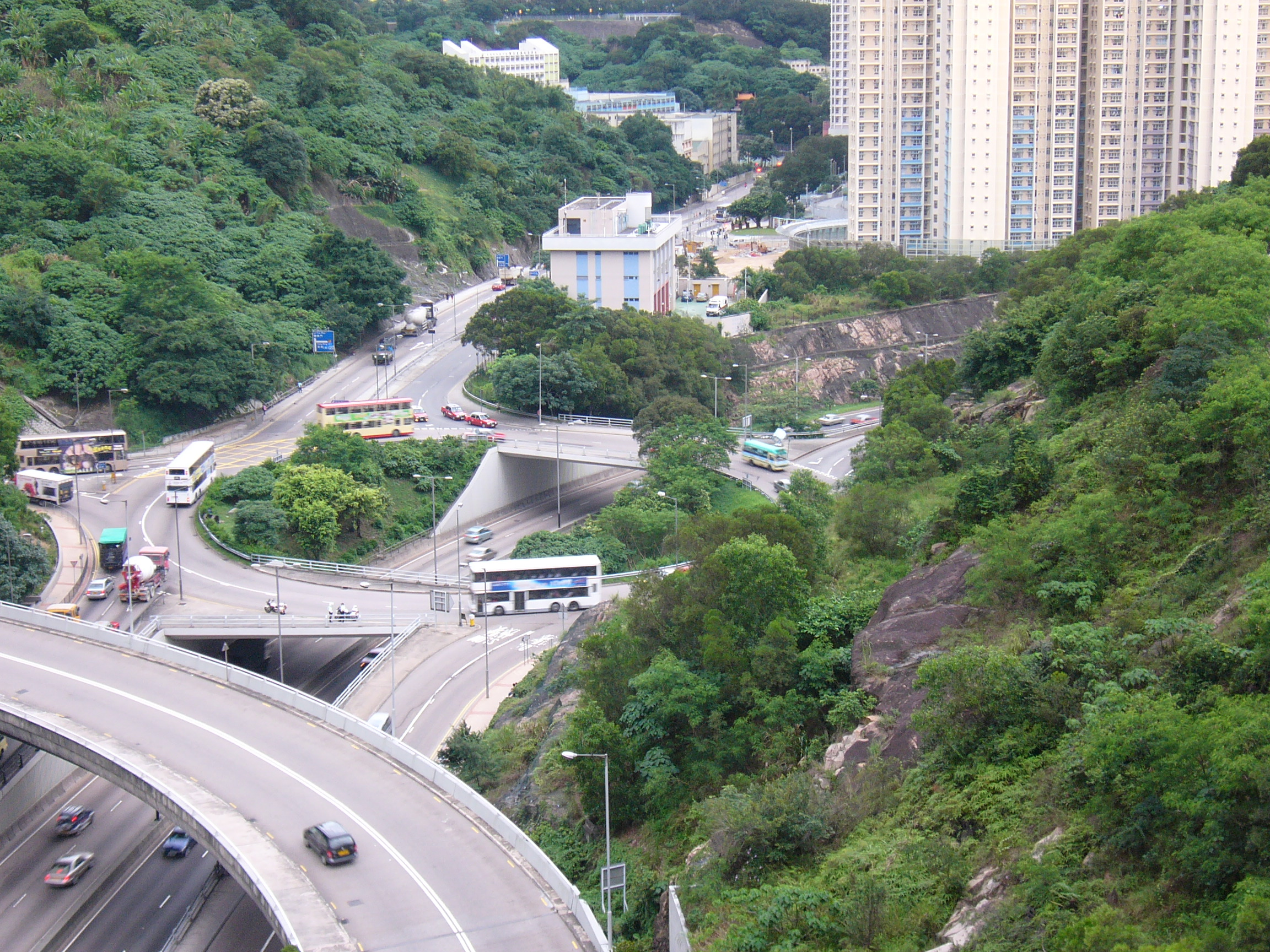
입체 교차로가 놓여 있는 홍콩 2호 간선의 변형된 선형.

홍콩 2호 간선(중국어: 二號幹綫, Route 2)은 둥구의 쿼리베이에서 출발, 사틴구의 마리우쉐이까지 이어주는 총 연장 18.8 km의 길이를 가진 홍콩의 간선 도로이다. 그러나 이 도로는 홍콩에서 동부 지역의 영역을 이어주는 도로망이기도 하며, 예전에 널리 알려진 홍콩 6호 간선 도로가 현재의 홍콩 2호 간선 도로로 봐야 한다. 그래서 이 도로가 2004년에 홍콩 2호 간선으로 번호 체계가 변경된 것으로 보이게 되지만, 이 도로가 홍콩의 남북을 이어주는 4개의 부분으로 이루어져 있으며 그 외에도 홍콩섬에도 물론 접촉하고 있다.